# Richard Osman
Richard Thomas Osman, angleški pisatelj, televizijski voditelj in komik * 28. november 1970, Billericay, Essex, Združeno kraljestvo.

## Zgodnje življenje
Ko je bil star devet let, je oče zapustil družino. Njegov starejši brat Mat je bas kitarist rock skupine Suede. Osman je obiskoval šolo Warden Park School v Cuckfieldu. Od leta 1989 do 1992 je študiral politologijo in sociologijo na kolidžu Trinity v Cambridgu.

## Televizijska kariera
Osman je delal kot izvršni producent in kreativni direktor pri več britanskih televizijskih oddajah. Leta 2009 je BBC-ju predstavil zamisel za kviz ob čaju Pointless. Kmalu zatem je postal njen voditelj skupaj z prijateljem Alexandrom Armstrongom. Dne 8. aprila 2022 je Osman naznanil, da bo zapustil Pointless, ko je njegova serija Četrkov klub za umore prejela pohvale kritikov in je želel več časa preživeti kot avtor.
Leta 2017 je začel voditi svojo oddajo Richard Osman's House of Games. Vsak delavnik se štirje sodelujoči pomerijo v splošni razgledanosti preko različnih zabavnih iger. Posnetih je bilo šest sezon oddaje. Leta 2020 je Osman ustvaril stransko oddajo z naslovom House of Games Night, ki so jo predvajali na BBC One ob petkih zvečer. 
Novembra 2023 je Osman začel voditi podcast The Rest Is Entertainment z Marino Hyde.

## Literarna kariera
Osmanov prvi kriminalni roman Četrtkov klub za umore je bil objavljen, dne 3. septembra 2020 pri založbi Viking Press.
Serija Četrtkov klub za umore je postavljena v luksuzno vas upokojencev v Kentu, kjer se štirje stanovalci zberejo, da bi raziskali nerešene primere zločinov. Prva knjiga v seriji bo leta 2025 doživela filmsko priredbo režiserja Chrisa Columbusa. Knjiga je bila v Združenem kraljestvu prodana v več kot milijon izvodih.
Prvemu kriminalnem romanu v seriji so sledili Mož, ki je umrl dvakrat leta 2021, Strel v prazno leta 2022, in Zlu za petami leta 2023. Izid pete knjige je načrtovan za leto 2025. Z zbirko je dosegel tudi prvo mesto na seznamu najbolje prodajanih avtorjev New York Timesa.
Njegova zadnja knjiga We Solve Murders bila objavljena septembra 2024 in še ni prevedena v slovenščino.

## Dela
| Leto | Naslov                  | Založba | Opombe                             |
| ---- | ----------------------- | ------- | ---------------------------------- |
| 2020 | Četrtkov klub za umore  | Viking  | 1. v seriji Četrtkov klub za umore |
| 2021 | Mož, ki je umrl dvakrat | Viking  | 2. v seriji Četrtkov klub za umore |
| 2022 | Strel v prazno          | Viking  | 3. v seriji Četrtkov klub za umore |
| 2023 | Zlu za petami           | Viking  | 4. v seriji Četrtkov klub za umore |
| 2024 | We Solve Murders        | Viking  | 1. v seriji We Solve Murders       |